# Župnija Zagradec
Župnija Zagradec je rimskokatoliška teritorialna župnija dekanije Žužemberk škofije Novo mesto.
Župnijska cerkev je posvečena Marijinemu brezmadežnemu spočetju (8. december), vendar se žegnanje obhaja na Veliki Šmaren (15. avgusta). 
Poleg župnijske cerkve so v župniji še:
- Podružnični cerkvi:
  - sv. Martina, škofa, na Valični vasi
  - sv. Primoža in Felicijana, mučencev v Gabrovki
- Kapeli:
  - sv. Antona Padovanskega na Kuželjevcu
  - sv. Jožefa v Vališki gori.[1]

V župniji sta dejavna otroški pevski zbor (35 pevcev), ter mešani pevski zbor (30 pevcev). Iz Valične vasi izhaja prvi slovenski vojaški duhovnik po letu 1991, dr. Jože Plut.
Do 7. aprila 2006, ko je bila ustanovljena škofija Novo mesto, je bila župnija del nadškofije Ljubljana.

## Župnijska cerkev Marije Brezmadežne
Stara cerkev z glavnim oltarjem, posvečenim Materi Božji »Čistega spočetja«, je bila pozno romanska cerkev; na to kažejo okna in apsida. V to dobo spadata tudi stranska oltarja s svetim Nikolajem (danes sveti Ciril in Metod) in sveto Katarino. Omenjena je v listini boštanjskih gospodov, takratnih lastnikov železarne (Fužine), iz leta 1216. Grof Karel Auersperg je 24.9.1754 železarno prodal Janezu Juriju Tomanu. Ta ima največ zaslug za prezidavo cerkve v Zagradcu. V obliki razpotegnjega osmerokotnika so jo sezidali leta 1797; razširili so jo za 4 metre, prizidali 10 m dolg prezbiterij in na južni strani dozidali kapelo v izmeri 8 x 4 m. Prebivalci so pri zidavi opravljali tlako, lastnik graščine iz sosednje Fužine pa je prispeval material. Zvonik so ohranili; leta 1844 so ga dvignili in namestili sedanje zvonove.
Na južni strani župnijske cerkve so postavljene Farne spominske plošče, na katerih so imena vaščanov iz okoliških vasi, ki so padli nasilne smrti na protikomunistični strani v letih 1942-1945. Skupno je na ploščah 148 imen.